# 27기 KBS 바둑왕전
27기 KBS 바둑왕전은 한국방송공사의 TV 속기전이 참가한 국내 바둑 기전이다. 결승에서는 이창호 九단이 전직 은퇴및 휴직파문 직전의 前 이세돌 九단을 2대 1로 꺾고 바둑왕전 통산 10회 금자탑을 달성했다.

## 대진표

### 승자조,패자조
| 진동규 四단 | 윤성현 九단 | 배준희 二단 | 이세돌 九단 | 이세돌 九단 | 이세돌 九단 | 이세돌 九단 | 이세돌 九단 | 이창호 九단 2:1 |
| 윤성현 九단 | 윤성현 九단 | 배준희 二단 | 이세돌 九단 | 이세돌 九단 | 이세돌 九단 | 이세돌 九단 | 이세돌 九단 | 이창호 九단 2:1 |
| 배준희 二단 |             | 배준희 二단 | 이세돌 九단 | 이세돌 九단 | 이세돌 九단 | 이세돌 九단 | 이세돌 九단 | 이창호 九단 2:1 |
| 조훈현 九단 | 조훈현 九단 | 박정환 二단 | 이세돌 九단 | 이세돌 九단 | 이세돌 九단 | 이세돌 九단 | 이세돌 九단 | 이창호 九단 2:1 |
| 윤준상 六단 | 조훈현 九단 | 박정환 二단 | 이세돌 九단 | 이세돌 九단 | 이세돌 九단 | 이세돌 九단 | 이세돌 九단 | 이창호 九단 2:1 |
| 박정환 二단 | 박정환 二단 | 박정환 二단 | 이세돌 九단 | 이세돌 九단 | 이세돌 九단 | 이세돌 九단 | 이세돌 九단 | 이창호 九단 2:1 |
| 송태곤 九단 | 박정환 二단 | 박정환 二단 | 이세돌 九단 | 이세돌 九단 | 이세돌 九단 | 이세돌 九단 | 이세돌 九단 | 이창호 九단 2:1 |
| 이현호 初단 | 이현호 初단 | 조한승 九단 | 이세돌 九단 | 이세돌 九단 | 이세돌 九단 | 이세돌 九단 | 이세돌 九단 | 이창호 九단 2:1 |
| 김진우 三단 | 이현호 初단 | 조한승 九단 | 이세돌 九단 | 이세돌 九단 | 이세돌 九단 | 이세돌 九단 | 이세돌 九단 | 이창호 九단 2:1 |
| 조한승 九단 |             | 조한승 九단 | 이세돌 九단 | 이세돌 九단 | 이세돌 九단 | 이세돌 九단 | 이세돌 九단 | 이창호 九단 2:1 |
| 김지석 四단 | 이세돌 九단 | 이세돌 九단 | 이세돌 九단 | 이세돌 九단 | 이세돌 九단 | 이세돌 九단 | 이세돌 九단 | 이창호 九단 2:1 |
| 최철한 九단 | 이세돌 九단 | 이세돌 九단 | 이세돌 九단 | 이세돌 九단 | 이세돌 九단 | 이세돌 九단 | 이세돌 九단 | 이창호 九단 2:1 |
| 이재웅 五단 | 이세돌 九단 | 이세돌 九단 | 이세돌 九단 | 이세돌 九단 | 이세돌 九단 | 이세돌 九단 | 이세돌 九단 | 이창호 九단 2:1 |
| 이세돌 九단 | 이세돌 九단 | 이세돌 九단 | 이세돌 九단 | 이세돌 九단 | 이세돌 九단 | 이세돌 九단 | 이세돌 九단 | 이창호 九단 2:1 |
| 온소진 四단 | 온소진 四단 | 이창호 九단 | 이창호 九단 | 강동윤 九단 | 이세돌 九단 | 이세돌 九단 | 이세돌 九단 | 이창호 九단 2:1 |
| 한종진 七단 | 온소진 四단 | 이창호 九단 | 이창호 九단 | 강동윤 九단 | 이세돌 九단 | 이세돌 九단 | 이세돌 九단 | 이창호 九단 2:1 |
| 이창호 九단 |             | 이창호 九단 | 이창호 九단 | 강동윤 九단 | 이세돌 九단 | 이세돌 九단 | 이세돌 九단 | 이창호 九단 2:1 |
| 허영호 六단 | 백홍석 五단 | 이용수 五단 | 이창호 九단 | 강동윤 九단 | 이세돌 九단 | 이세돌 九단 | 이세돌 九단 | 이창호 九단 2:1 |
| 백홍석 五단 | 백홍석 五단 | 이용수 五단 | 이창호 九단 | 강동윤 九단 | 이세돌 九단 | 이세돌 九단 | 이세돌 九단 | 이창호 九단 2:1 |
| 유재성 三단 | 이용수 五단 | 이용수 五단 | 이창호 九단 | 강동윤 九단 | 이세돌 九단 | 이세돌 九단 | 이세돌 九단 | 이창호 九단 2:1 |
| 이용수 五단 | 이용수 五단 | 이용수 五단 | 이창호 九단 | 강동윤 九단 | 이세돌 九단 | 이세돌 九단 | 이세돌 九단 | 이창호 九단 2:1 |
| 목진석 九단 | 목진석 九단 | 목진석 九단 | 강동윤 九단 | 강동윤 九단 | 이세돌 九단 | 이세돌 九단 | 이세돌 九단 | 이창호 九단 2:1 |
| 김대용 三단 | 목진석 九단 | 목진석 九단 | 강동윤 九단 | 강동윤 九단 | 이세돌 九단 | 이세돌 九단 | 이세돌 九단 | 이창호 九단 2:1 |
| 최기훈 初단 |             | 목진석 九단 | 강동윤 九단 | 강동윤 九단 | 이세돌 九단 | 이세돌 九단 | 이세돌 九단 | 이창호 九단 2:1 |
| 김승준 九단 | 박영훈 九단 | 강동윤 九단 | 강동윤 九단 | 강동윤 九단 | 이세돌 九단 | 이세돌 九단 | 이세돌 九단 | 이창호 九단 2:1 |
| 강동윤 九단 | 박영훈 九단 | 강동윤 九단 | 강동윤 九단 | 강동윤 九단 | 이세돌 九단 | 이세돌 九단 | 이세돌 九단 | 이창호 九단 2:1 |
| 한상훈 三단 | 강동윤 九단 | 강동윤 九단 | 강동윤 九단 | 강동윤 九단 | 이세돌 九단 | 이세돌 九단 | 이세돌 九단 | 이창호 九단 2:1 |
| 박영훈 九단 | 강동윤 九단 | 강동윤 九단 | 강동윤 九단 | 강동윤 九단 | 이세돌 九단 | 이세돌 九단 | 이세돌 九단 | 이창호 九단 2:1 |
| 패자 1회전  | 패자 1회전  | 패자 2회전  | 패자 3회전  | 패자 4회전  | 패자 준결승 | 패자 결승   |             | 이창호 九단 2:1 |
| 윤성현 九단 | 박영훈 九단 | 박영훈 九단 | 박영훈 九단 | 배준희 二단 | 이창호 九단 | 이창호 九단 |             | 이창호 九단 2:1 |
| 박영훈 九단 | 박영훈 九단 | 박영훈 九단 | 박영훈 九단 | 배준희 二단 | 이창호 九단 | 이창호 九단 |             | 이창호 九단 2:1 |
| 조한승 九단 |             | 박영훈 九단 | 박영훈 九단 | 배준희 二단 | 이창호 九단 | 이창호 九단 |             | 이창호 九단 2:1 |
| 조훈현 九단 | 조훈현 九단 | 백홍석 六단 | 박영훈 九단 | 배준희 二단 | 이창호 九단 | 이창호 九단 |             | 이창호 九단 2:1 |
| 최기훈 初단 | 조훈현 九단 | 백홍석 六단 | 박영훈 九단 | 배준희 二단 | 이창호 九단 | 이창호 九단 |             | 이창호 九단 2:1 |
| 백홍석 六단 |             | 백홍석 六단 | 박영훈 九단 | 배준희 二단 | 이창호 九단 | 이창호 九단 |             | 이창호 九단 2:1 |
| 배준희 二단 |             |             |             | 배준희 二단 | 이창호 九단 | 이창호 九단 |             | 이창호 九단 2:1 |
| 이현호 初단 | 이현호 初단 | 목진석 九단 | 목진석 九단 | 이창호 九단 | 이창호 九단 | 이창호 九단 |             | 이창호 九단 2:1 |
| 이용수 五단 | 이현호 初단 | 목진석 九단 | 목진석 九단 | 이창호 九단 | 이창호 九단 | 이창호 九단 |             | 이창호 九단 2:1 |
| 목진석 九단 |             | 목진석 九단 | 목진석 九단 | 이창호 九단 | 이창호 九단 | 이창호 九단 |             | 이창호 九단 2:1 |
| 김지석 四단 | 온소진 四단 | 박정환 二단 | 목진석 九단 | 이창호 九단 | 이창호 九단 | 이창호 九단 |             | 이창호 九단 2:1 |
| 온소진 四단 | 온소진 四단 | 박정환 二단 | 목진석 九단 | 이창호 九단 | 이창호 九단 | 이창호 九단 |             | 이창호 九단 2:1 |
| 박정환 二단 |             | 박정환 二단 | 목진석 九단 | 이창호 九단 | 이창호 九단 | 이창호 九단 |             | 이창호 九단 2:1 |
| 이창호 九단 |             |             |             | 이창호 九단 | 이창호 九단 | 이창호 九단 |             | 이창호 九단 2:1 |
| 강동윤 九단 |             |             |             |             |             | 이창호 九단 |             | 이창호 九단 2:1 |

## 대국 결과

### 예선
| 대진      | 연도   | 대국일자  | 승자        | 패자        | 결과 | 기보 |
| --------- | ------ | --------- | ----------- | ----------- | ---- | ---- |
| 예선 결승 | 2007년 | 12월 28일 | 송태곤 八단 | 윤현석 九단 |      |      |
| 예선 결승 | 2007년 | 12월 28일 | 강동윤 八단 | 김강근 六단 |      |      |
| 예선 결승 | 2007년 | 12월 28일 | 배준희 二단 | 김수장 九단 |      |      |

### 본선
| 대진        | 연도   | 대국일자  | 승자        | 패자        | 결과              | 기보 |
| ----------- | ------ | --------- | ----------- | ----------- | ----------------- | ---- |
| 승자 1회전  | 2008년 | 1월 7일   | 윤성현 九단 | 진동규 四단 | 146수 백 시간승   |      |
| 승자 1회전  | 2008년 | 1월 7일   | 김지석 四단 | 최철한 九단 | 146수 백 불계승   |      |
| 승자 1회전  | 2008년 | 1월 21일  | 목진석 九단 | 김대용 三단 |                   |      |
| 승자 1회전  | 2008년 | 1월 28일  | 이현호 初단 | 김진우 三단 | 190수 백 불계승   |      |
| 승자 1회전  | 2008년 | 1월 28일  | 온소진 四단 | 한종진 七단 | 166수 백 불계승   |      |
| 승자 1회전  | 2008년 | 2월 11일  | 박정환 二단 | 송태곤 八단 | 144수 백 불계승   |      |
| 승자 1회전  | 2008년 | 2월 11일  | 이용수 五단 | 유재성 四단 | 320수 백 8집반승  |      |
| 승자 1회전  | 2008년 | 2월 25일  | 강동윤 九단 | 김승준 二단 | 211수 흑 불계승   |      |
| 승자 1회전  | 2008년 | 2월 25일  | 허영호 六단 | 백홍석 五단 | 159수 흑 불계승   |      |
| 승자 1회전  | 2008년 | 3월 10일  | 조훈현 九단 | 윤준상 六단 | 171수 흑 불계승   |      |
| 승자 1회전  | 2008년 | 3월 10일  | 이세돌 九단 | 이재웅 五단 | 106수 백 불계승   |      |
| 승자 1회전  | 2008년 | 3월 24일  | 박영훈 九단 | 한상훈 三단 | 260수 백 3집반승  |      |
| 승자 2회전  | 2008년 | 3월 24일  | 이현호 初단 | 조한승 九단 | 181수 흑 불계승   |      |
| 승자 2회전  | 2008년 | 3월 31일  | 이용수 五단 | 백홍석 五단 | 325수 흑 3집반승  |      |
| 승자 2회전  | 2008년 | 3월 31일  | 배준희 二단 | 윤성현 九단 | 흑 불계승         |      |
| 승자 2회전  | 2008년 | 4월 21일  | 이세돌 九단 | 김지석 四단 | 222수 백 불계승   |      |
| 승자 2회전  | 2008년 | 4월 28일  | 목진석 九단 | 최기훈 初단 | 109수 흑 불계승   |      |
| 승자 2회전  | 2008년 | 5월 19일  | 강동윤 七단 | 박영훈 九단 | 257수 흑 불계승   |      |
| 승자 2회전  | 2008년 | 5월 19일  | 이창호 九단 | 온소진 四단 | 257수 백 9집반승  |      |
| 승자 2회전  | 2008년 | 5월 19일  | 박정환 二단 | 조훈현 九단 | 195수 흑 불계승   |      |
| 패자 1회전  | 2008년 | 6월 2일   | 이현호 初단 | 이용수 五단 | 263수 백 1집반승  |      |
| 패자 1회전  | 2008년 | 6월 2일   | 온소진 四단 | 김지석 四단 | 166수 백 불계승   |      |
| 패자 1회전  | 2008년 | 6월 28일  | 박영훈 九단 | 윤성현 九단 | 220수 백 불계승   |      |
| 패자 1회전  | 2008년 | 7월 9일   | 조훈현 九단 | 최기훈 初단 | 241수 백 13집반승 |      |
| 승자 3회전  | 2008년 | 6월 28일  | 이세돌 九단 | 조한승 九단 | 182수 백 불계승   |      |
| 승자 3회전  | 2008년 | 7월 9일   | 배준희 二단 | 박정환 二단 | 192수 백 불계승   |      |
| 승자 3회전  | 2008년 | 8월 8일   | 이창호 九단 | 백홍석 六단 | 211수 흑 불계승   |      |
| 승자 3회전  | 2008년 | 10월 13일 | 강동윤 七단 | 목진석 九단 | 203수 흑 불계승   |      |
| 패자 2회전  | 2008년 | 10월 6일  | 박정환 二단 | 온소진 四단 | 197수 흑 불계승   |      |
| 패자 2회전  | 2008년 | 11월 3일  | 백홍석 六단 | 조훈현 九단 | 124수 백 불계승   |      |
| 패자 2회전  | 2008년 | 11월 9일  | 박영훈 九단 | 조한승 九단 | 230수 백 3집반승  |      |
| 패자 2회전  | 2008년 | 11월 9일  | 목진석 九단 | 이현호 初단 | 156수 백 불계승   |      |
| 패자 3회전  | 2008년 | 11월 24일 | 박영훈 九단 | 백홍석 六단 | 240수 백 불계승   |      |
| 패자 3회전  | 2008년 | 12월 21일 | 목진석 九단 | 박정환 二단 | 164수 백 불계승   |      |
| 승자 준결승 | 2008년 | 12월 3일  | 강동윤 八단 | 이창호 九단 | 276수 흑 2집반승  |      |
| 승자 준결승 | 2008년 | 12월 6일  | 이세돌 九단 | 배준희 二단 | 209수 흑 불계승   |      |
| 패자 4회전  | 2008년 | 12월 21일 | 이창호 九단 | 목진석 九단 | 215수 흑 불계승   |      |
| 패자 4회전  | 2008년 | 12월 22일 | 배준희 二단 | 박영훈 九단 | 273수 흑 불계승   |      |
| 패자 준결승 | 2009년 | 1월 5일   | 이창호 九단 | 배준희 二단 | 259수 백 6집반승  |      |
| 승자 결승   | 2009년 | 1월 5일   | 이세돌 九단 | 강동윤 九단 | 137수 흑 불계승   |      |
| 패자 결승   | 2009년 | 2월 2일   | 이창호 九단 | 강동윤 九단 | 161수 흑 불계승   |      |
| 결승 1국    | 2009년 | 2월 2일   | 이창호 九단 | 이세돌 九단 | 210수 백 불계승   |      |
| 결승 2국    | 2009년 | 3월 16일  | 이세돌 九단 | 이창호 九단 | 158수 백 불계승   |      |
| 결승 3국    | 2009년 | 3월 16일  | 이창호 九단 | 이세돌 九단 | 218수 백 2집반승  |      |

## TV 중계
- KBS 1TV에서 매주 토요일, KBS 2TV의 11월 17일 가을개편에 의해 일요일 방송시간 변경, 2009년 1월 토요일 방송시간 변경에 방송되었으며, 노영하 九단 해설로 한해원 三단이 (2009년 1월 까지), 최유진 아마5단(2009년 2월 부터) 진행하였다. 결승 3국(최종국) 끝난 후 시상식에는 김재홍 아나운서가 진행했으나 우승자 준우승자만 인터뷰를 하였다.

## 특이 사항
- 박영훈 九단의 승자조,패자조 포함의 모두 백을 쥐고 대국을 했으나 흑을 쥐지는 않았다.
- 이창호 九단의 바둑왕전 2연패의 통산 10회 우승
- 27기 KBS 바둑왕전의 TV속기전에서만 결승3번기의 백번필승

1. ↑  공배 메운 수까지 흑이 마지막 공배를 매워 사석 포함해서 235수, 반집으로 승부의 차이가 나기 시작하며 계가 후 반면 4집이지만, 덤에 걸려 백이 2집반으로 흑이이겼지만 덤이 무거워 백이 승리로 승했다.